# Centaurea antennata
Centaurea antennata är en tvåhjärtbladig växtart som beskrevs av Dufour. Centaurea antennata ingår i släktet klintar och familjen korgblommiga. Inga underarter finns listade i Catalogue of Life.